# Trollsyn i hjärtmarkerna
"Trollsyn i hjärtmarkerna – konstnärlig forskning som vidgar vår föreställningsförmåga" är ett designprojekt i samarbete mellan Linnéuniversitetet och konst-, design- och arkitekturgruppen MYCKET och med finansiellt bidrag från Vetenskapsrådet.
Projektet hämtade inspiration från folksagor och sägner om troll och andra mytologiska väsen och tog avstamp i det posthumana forskningsfältet, kritiska ursprungsbefolkningsteorier och feminism. Det tog sin utgångpunkt i "vår tids ohållbara resursanvändning".
Det hade sin första utställning i april 2022 i Virserums konsthall.

## Ekonomi
Projektet var ett av sex konstprojekt som 2020 beviljades bidrag från Vetenskapsrådet. Projektet beviljades 4,5 miljoner kronor för treårsperioden januari 2021 – december 2023.

## Tillkomst
En kort film om projektet publicerades i sociala medier i början av februari 2021. På MYCKET:s webbsida stod det om projektet att "En gång i tiden levde människor i harmoni med jorden. Troll, älvor och andra väsen rörde sig fritt runt Sveriges byar.
Designprojektet presenterades på ett symposium i februari 2021 under Moderna Museets projekt Acclimatize. Thérèse Kristiansson i MYCKET sade vid presentationen om projektet att "Vi är ganska vana vid att animera saker, eller besjäla dom, fylla dom genom sin estetik med historier och mening. Och det tänker vi att det är det vi ska göra i det här Trollsynsprojektet. Vi vet ännu inte hur det kommer se ut för det får trollen och jättarna och vittrorna tala om för oss så småningom.":5h1m22s Hon sade också att "Vi kommer vara sakta. Tid är faktiskt det enda vi har. Det är resurserna som är ändliga. Så vi har verkligen inget behov av att stressa.":5h4m3s

## Mottagande
Projektet uppmärksammades i media i april 2022. SVT gjorde då ett reportage från utställningen i Virserums konsthall. På en fråga från SVT:s reporter om pengarna från vetenskapsrådet och vad samhällsnyttan i projektet var, svarade projektledaren att "[konsten] kan hjälpa oss att lösa knutar som vi inte kan lösa genom att vara rationella och beräknande". Projektledaren sade att "[vi har] samarbetat med olika borrar, baggar, som har ätit spår under barken." och visade även en skulptur gjord av ensilageplast. Thomas Wennerklint skrev i Oskarshamns-Nytt att forskning är viktigt men "Det känns inte direkt som väl använda skattepengar" och att "Boven i dramat är ju inte [forskningsteamet], utan Vetenskapsrådet som beviljat anslaget." Några av kommentarerna på Twitter var negativa till att projektet hade finansierats med skattepengar.
Projektet uppmärksammades även i december 2022. I en syndikerad ledartext som publicerades i bland annat Norra Skåne och Norran skrev Malin Lernfelt att "Vill folk leka troll i skogen bör de bekosta det själva." Projektet nominerades till "Årets värsta slöseri" av Skattebetalarnas Förening, vars kommunikationschef, Per Lindgren, sade "Att dom här människorna pratar om 'smartare resursanvändning' medan dom bränner skattebetalarnas pengar... Alltså, ett förslag på smartare resursanvändning skulle kunna vara att inte leka troll för skattepengar, exempelvis, och det kanske man inte behöver någon sägen för att komma till den insikten."

## Fotnoter

### Anmärkningslista
1. ↑  I viss rapportering kallas projektet "Trollsyn i hjärtemarkerna".'"`UNIQ--ref-00000001-QINU`"'
2. ↑  Den engelska titeln är "Troll Perceptions in the Heartlands – artistic research to widen our imagination capacity"'"`UNIQ--ref-00000003-QINU`"'
3. ↑  MYCKET tilldelades i september 2021 Ganneviksstipendiet av Konstnärsnämnden.'"`UNIQ--ref-00000005-QINU`"''"`UNIQ--ref-00000006-QINU`"' MYCKET:s närmast föregående projekt var pjäsen When Walls Speak som av dem beskrevs som "Ting och möbler talar och agerar för att berätta om den queera klubbhistorien och qeera klubbarkitekturen."'"`UNIQ--ref-00000007-QINU`"''"`UNIQ--nowiki-00000008-QINU`"'4h50m8s
4. ↑  "Once upon a time, humans lived in harmony with Earth. Trolls, fairies, and other spirits roamed freely around the villages of Sweden."'"`UNIQ--ref-0000000A-QINU`"'